# Perinaldo
Perinaldo (ligur nyelven Preinaodo) egy olasz község Liguria régióban, Imperia megyében

## Földrajz

Perinaldo község Imperia megye térképén

A vele szomszédos települések Apricale, Bajardo, Dolceacqua, San Biagio della Cima, Sanremo, Seborga, Soldano és Vallebona.

## Fordítás
- Ez a szócikk részben vagy egészben  a   Perinaldo című olasz Wikipédia-szócikk fordításán alapul.  Az eredeti cikk szerkesztőit annak laptörténete sorolja fel. Ez a jelzés csupán a megfogalmazás eredetét és a szerzői jogokat jelzi, nem szolgál a cikkben szereplő információk forrásmegjelöléseként.